# Tom Curley (ACT)
Pour les articles homonymes, voir Curley (homonymie).
Thomas Curley est un promoteur de courses automobiles de type stock-car américain, président et fondateur de l'American Canadian Tour (ACT), sanctionnant notamment les séries ACT Tour et ACT Castrol. Il opère également la piste Thunder Road International Speedbowl à Barre, au Vermont.
Promoteur de la piste Catamount Stadium au Vermont dans les années 1970, il fonde la série NASCAR North Tour en compagnie du journaliste Ken Squier en 1979. Les courses se déroulent d'abord surtout au Vermont, principalement à Catamount Stadium, et au Québec. Avec les années, la série s'étendra aux autres états de la Nouvelle-Angleterre, dans les provinces maritimes et en Ontario. À la suite du désistement de NASCAR à la fin de la saison 1985, il fonde l'American Canadian Tour en 1986.
Récipiendaire du Don McTavish Award en 1981, honneur décerné à une personnalité ayant fait preuve d'esprit sportif, de détermination et de dévouement pour son sport.
Nommé « Auto Racing Promoter of the Year » en 2004 aux États-Unis, il est une figure importante du monde du stock-car dans le nord-est du continent nord-américain.
Intronisé au New England Auto Racers Hall of Fame en 2009.
Tom Curley est décédé le 5 mai 2017. Il était âgé de 73 ans : https://www.poleposition.ca/actualite/2017/05/06/tom-curley-le-fondateur-de-la-serie-act-est-decede/